# Gori Masip
Gori Masip (Sitges, 2002) és un geògraf i meteoròleg català.
Va començar a fer prediccions meteorològiques que compartia a través de les seves xarxes socials, principalment al seu compte de Twitter i al canal de Youtube. Posteriorment va estar un any de becari al Servei meteorològic de Catalunya, un any a l’emissora municipal de Sitges, i també fent substitucions a RAC1.
El 2024 va aparèixer al programa de TV3 Planta baixa. Des del juliol de 2024 treballa a la secció d'El Temps de 3Cat, amb intervencions al canal 3/24, Catalunya Ràdio i Catalunya Informació, entre d'altres.